# Rufus Isaacs (théoricien des jeux)
Pour les articles homonymes, voir Rufus Isaacs.
Rufus Philip Isaacs (1914–1981) est un théoricien des jeux, dont il est une des figures majeures durant les années 1950 et 1960 avec son travail sur les jeux différentiels (en).

## Biographie
Rufus Isaacs est né le 11 juin 1914 à New York. Il travaille pour la RAND Corporation de 1948 jusqu'à l'hiver 1954-1955. Ses recherches commencent avec le problème classique des jeux à deux joueurs à somme nulle de type poursuite-évasion (en), tels que le jeu de la princesse et du monstre. En 1942, il épouse Rose Barcov avec qui il a deux filles.
Ses travaux en mathématiques pures portent sur la théorie des graphes, les fonctions analytiques et la théorie des nombres. En théorie des graphes, il a construit les deux premières familles infinies de snarks. En mathématiques appliquées, il s'est intéressé à l'aérodynamique, la déformation élastique, les problèmes d'optimisation, ainsi qu'aux jeux différentiels, pour lesquels il est le plus reconnu.
Il obtient ses diplômes du MIT en 1936, puis son mastère en 1942 et son doctorat à l'université Columbia en 1943 sous la direction d'Edward Kasner avec une thèse intitulée A Finite Difference Function Theory. Son premier poste après-guerre est à l'université Notre-Dame-du-Lac, qu'il quitte en 1947 pour des raisons salariales. Durant sa période à la RAND, la majeure partie de son travail est classifiée, et donc demeure inconnue jusqu'à la publication de son ouvrage devenu un classique sur les jeux différentiels une décennie après son départ de la RAND. Sa carrière ensuite se déroule essentiellement au sein des industries de la défense et de l'avionique, comme l'Institute for Defense Analyses et le Center for Naval Analyses. Tandis qu'il travaille à la RAND, il rencontre de nombreux chercheurs dont Richard Bellman, Leonard D. Berkovitz, David Blackwell, John M. Danskin, Melvin Dresher (en), Wendell H. Fleming (en), Irving L. Glicksberg, Oliver A. Gross, Samuel Karlin, John Milnor, John Forbes Nash et Lloyd Shapley.
De 1967 à 1977 il est professeur de mathématiques appliquées à l'université Johns-Hopkins.
Son travail a une influence significative dans le domaine de l'optimisation mathématique avec des concepts fondamentaux tels que la programmation dynamique (Richard Bellman) et le principe du maximum de Pontryagin (Breitner 2005) qui est largement utilisé en économie et bien d'autres domaines.

## Prix et distinctions
- 1965 : prix Frederick W. Lanchester[5].

## Publication
- Isaacs, Rufus. Differential Games, John Wiley and Sons, 1965.

## Le prix Isaacs
Le conseil d'administration de la Société internationale de jeux dynamiques décide en 2003 de créer un prix attribué tous les deux ans à deux chercheurs en reconnaissance d'une « contribution remarquable à la théorie et aux applications des jeux dynamiques ». Le prix est remis lors de chaque colloque depuis 2004 et porte le nom de Rufus Isaacs.
Les lauréats de ce prix sont :
- Yo-Chi Ho & George Leitmann (en) (2004);
- Nikolay Krasovsky (en) & Wendell Fleming (2006);
- Pierre Bernhard & Alain Haurie (2008);
- Tamer Başar (en) & Geert Jan Olsder (2010);
- Steffen Jørgensen & Karl Sigmund (2012);
- Eitan Altman & Leon Petrosjan (en) (2014).